# Plaça del Mercat (Cardona)
La Plaça del Mercat és un monument que forma part de l'Inventari del Patrimoni Arquitectònic Català de la vila de Cardona (Bages).

## Descripció
El carrer i la plaça del mercat tenen els seus orígens en l'època medieval i és un testimoni de l'estructura urbanística pròpia d'aquesta època. Malgrat que no es conservin gaires vestigis arquitectònics d'aquesta època, l'estructura urbanística medieval es conserva al llarg de la història de Cardona.
La plaça del Mercat, davant de la porta lateral de l'església de Sant Miquel és molt característica pels porxos existents. Aquesta galeria coberta a manera de porxades per l'aixopluc de les activitats comercials, esdevé en el decurs de la baixa edat mitjana en el centre per excel·lència de la vila i punt de concentració de les cases dels vilatans més benestants, essent rellevada com centre vital de la vila en segles següents per l'eixamplament de la plaça de la Fira.
Edificis que en formen part són la Casa Sala i la Casa Rovira.

## Notícies històriques
La plaça i carrer del Mercat foren uns dels primers carres delimitats de la vila de Cardona, en constituir-se com a burg del castell del mateix nom. Malgrat que en època medieval no es coneixia el nom d'aquest carrer, no hem pas de dubtar de la seva existència, ja que el seu lloc (davant la porta lateral de l'església de Sant Miquel) ho confirma.
Al s. XVII, els documents ja parlen del carrer del Mercat, però des del s.XII-XIII la vila ja tenia un mercat.